# So In-guk
So In-guk (korejsky 서인국; * 23. října 1987) je jihokorejský zpěvák a herec. Svou pěveckou kariéru zahájil poté, co v roce 2009 zvítězil v talentové reality show Superstar K. Krom zpěvu si také píše texty. V roce 2012 debutoval v hlavní roli v seriálu Reply 1997. Následovaly seriály High School King of Savvy (2014), Hello Monster (2015), Squad 38 (2016), Shopping King Louie (2016), The Smile Has Left Your Eyes (2018) a Doom At Your Service (2021).

## Mládí
So In-guk se narodil 23. října 1987 v Ulsanu. Pochází z chudých poměrů. Jeho matka sbírala recyklovatelný materiál a otec pracoval jako svářeč. Má mladší sestru. Věnoval se ssireum, což je tradiční korejský wrestling, ve škole se věnoval boxu a MMA a má 2. dan v korejském bojovém umění hapkido. Díky inspiraci korejského rockového zpěváka Kim Jung-mina se v deseti letech rozhodl stát zpěvákem. Začal vystupovat na rodinných setkáních a školních akcích, později odešel studovat hudbu na Daebul University a také se začal zúčastňovat konkurzů. Poté co byl několikrát odmítnut, mu bylo řečeno, že by měl zhubnout. Následkem toho nějaký čas bojoval s bulimií.